# Ató de Pistoia
Ató de Pistoia (Toscana o Espanya, ca. 1070 – Pistoia, 22 de maig de 1153) fou un monjo benedictí, de l'Orde de Vallombrosa, nomenat bisbe de Pistoia i historiador. És venerat com a sant per l'Església catòlica.

## Biografia
Atto havia nascut cap al 1070, potser a la Toscana o en algun lloc d'Espanya (era citat com Hispanus), fou nomenat abat de Vallombrosa en 1105, i en 1135 fou bisbe de Pistoia (Toscana). En 1145 va fer arribar a Pistoia algunes relíquies de Sant Jaume el Major, que li va enviar el bisbe de Santiago de Compostel·la Diego Xelmírez.
Va escriure les vides de Sant Joan Gualbert i Sant Bernat de Vallombrosa, bisbe de Parma. Va morir el 1153 a Pistoia.

## Veneració
Des de la seva mort, i encara en vida, va tenir fama de santedat, i el culte a la seva tomba va ésser immediat. S'incrementà quan se'n traslladaren les restes incorrupte de l'església de Santa Maria in Corte a la catedral, el 25 de gener de 1337. Climent VIII va aprovar aquest culte immemorial, reconeixent-lo el 24 de gener de 1605.

## Ató de Badajoz
Algunes fonts italianes, al segle xvi, diuen que eren d'origen hispànic i nascut a Badajoz, probablement a partir d'una lectura errònia de l'adjectiu Pacensis aplicat al seu nom. En 1613, aquesta menció és recollida i acceptada pel canonge Juan Beltrán de Guevara, que escriu una biografia del sant, en bona part inventada. Llavors comença el culte litúrgic a Badajoz i se'l fa patró del seminari diocesà, se li aixeca una ermita i es constitueix una confraria. Fins i tot se'n troba una relíquia i la casa on havia nascut, a la Calle Alta, núm. 56.
El fet que el descobriment es fes justament durant l'auge dels falsos cronicons i les cròniques pseudohistòriques que inventaven figuren hagiogràfiques a partir de dades imprecises fa sospitar que es tracta d'un cas similar on, a partir d'una dada que pot donar lloc a conjecturar un origen hispànic, es manipula i es dona com a certa. La manca de rigor i la credulitat del moment, amb el desig de les ciutats d'haver estat el bressol d'un sant, feia la resta.
En aquest cas, la dada era l'adjectiu Pacensis present en documents sobre el sant, i que probablement feien referència al seu origen al lloc toscà de Pescia o la Val di Pesa. Els historiadors hispànics, però, vam interpretar-la com a originari de Pax Augusta, nom llatí de Badajoz. Igualment, en documents del sant bisbe hi ha signatures on consta la fórmula pecc., que també es va interpretar interessadament com a Pacensis, quan volia dir peccator, "pecador".